# 歐陽調律
歐陽調律（？—？），字伯宣，號嶰谷，四川重慶府合州民籍，江西吉安府安福縣人，明朝政治人物。

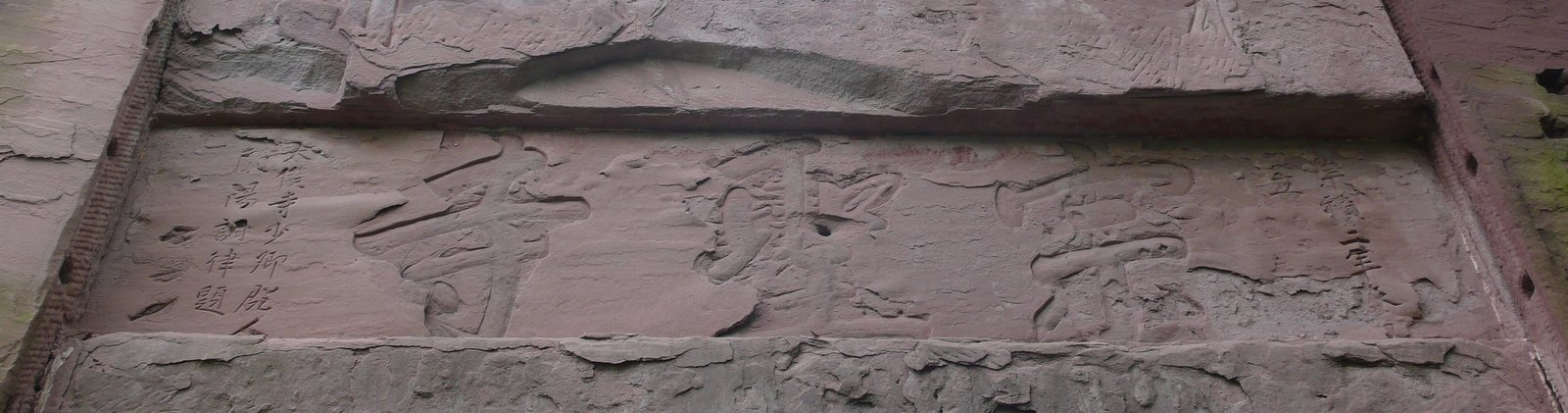
崇禎二年歐陽調律題合州宗聖寺

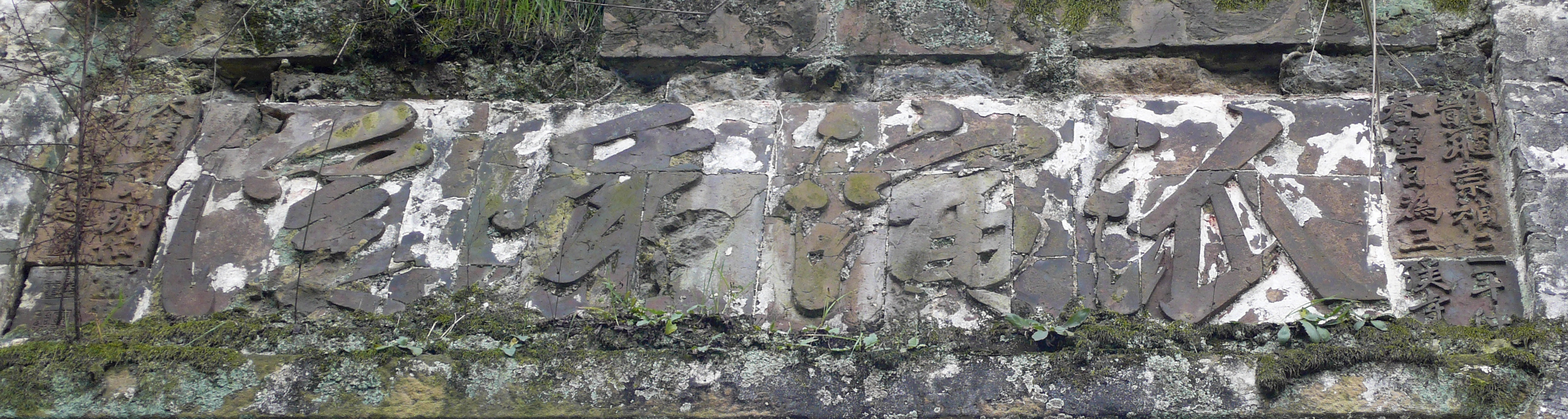
崇禎三年歐陽調律題合州三溪寺

## 生平
萬曆三十七年（1609年）己酉科四川鄉試第三十五名舉人，三十八年（1610年）庚戌科三甲第九十八名進士。授邯鄲縣知縣，歷升南京戶科給事中，天啓元年（1621年）閏二月巡视京营，二年九月參廣西巡撫趙世徵摭拾妄辯，希撓察典。四年三月升南京通政使司右參議，六月升太僕寺少卿，天啟五年（1625年）十二月被禮科給事中葉有聲論劾，削籍為民。

## 家族
曾祖欧阳朗，祖欧阳淵，父欧阳乾，母王氏。慈侍下。弟歐陽玉律、歐陽諧律、歐陽鳴律